# Ligota Dolna (gromada w powiecie kluczborskim)
Ligota Dolna – dawna gromada, czyli najmniejsza jednostka podziału terytorialnego Polskiej Rzeczypospolitej Ludowej w latach 1954–1972.
Gromady, z gromadzkimi radami narodowymi (GRN) jako organami władzy najniższego stopnia na wsi, funkcjonowały od reformy reorganizującej administrację wiejską przeprowadzonej jesienią 1954 do momentu ich zniesienia z dniem 1 stycznia 1973, tym samym wypierając organizację gminną w latach 1954–1972.
Gromadę Ligota Dolna z siedzibą GRN w Ligocie Dolnej utworzono – jako jedną z 8759 gromad na obszarze Polski – w powiecie kluczborskim w woj. opolskim, na mocy uchwały nr VII/21/54 WRN w Opolu z dnia 4 października 1954. W skład jednostki weszły obszary dotychczasowych gromad: Ligota Dolna i kolonia Czaple Wolne z dotychczasowej gromady Stare Czaple ze zniesionej gminy Smardy Dolne w tymże powiecie oraz Krasków ze zniesionej gminy Bogacica w powiecie oleskim w tymże województwie. Dla gromady ustalono 17 członków gromadzkiej rady narodowej.
Gromadę zniesiono 31 grudnia 1961, a jej obszar włączono do nowo utworzonej gromady Kluczbork (wsie Krasków i Ligota Dolna) i do gromady Smardy Dolne (wieś Czaple Wolne) w tymże powiecie.